# デイヴィッド・リンジー (第12代クロフォード伯爵)
第12代クロフォード伯爵デイヴィッド・リンジー（英語: David Lindsay, 12th Earl of Crawford PC、1576年3月8日洗礼 – 1620年6月）は、スコットランド貴族。

## 生涯
第11代クロフォード伯爵デイヴィッド・リンジーと2人目の妻グリゼル・ステュアート（Grizell Stewart、第4代アソル伯爵ジョン・ステュアートの娘）の息子として生まれ、1576年3月8日にパースで洗礼を受けた。
父や祖父と同じく放縦であり、1605年10月25日には遠戚のウォルター・リンジー（第9代クロフォード伯爵デイヴィッド・リンジーの息子）を殺害してしまう。しかし、デイヴィッド・リンジーが逮捕を逃れたため（スコットランド枢密院の怠慢とみられる）、1607年7月5日に叔父にあたる初代スピニー卿アレグザンダー・リンジーと一緒にいるところをウォルターの親族（ウォルターの兄デイヴィッドの息子アレグザンダー）に襲撃され、スピニー卿が死亡、デイヴィッドが負傷するという事件が起こった。これにより、デイヴィッド（1607年秋にクロフォード伯爵位を継承）はアレグザンダーの殺害についてウォルターの兄デイヴィッドとその息子アレグザンダーを訴え、枢密院が1609年8月10日に裁判の日付を9月19日に定めたが、裁判の日にクロフォード伯爵が欠席したため、結局裁判は取り消された。その後、ウォルターの兄デイヴィッドは1610年12月に死去した。
1607年秋に父が死去すると、クロフォード伯爵位を継承、1608年6月28日に正式な継承者として認定された。また、1608年3月10日/5月10日にスコットランド枢密院の枢密顧問官の就任宣誓を行った。
以降も放縦した行為で度々訴えられ、結局親族により「リンジー家の完全なる破滅を防ぐため」としてエディンバラ城に幽閉された。
1620年6月にエディンバラ城で死去、叔父ヘンリーが爵位を継承した。

## 家族
1606年3月4日と1610年4月16日の間にジーン・カー（Jean Kerr、1633年以前没、初代ロジアン伯爵マーク・カーの娘）と結婚、1女をもうけた。その後、2人は離婚した。
- ジーン - 両親に顧みられず、駆け落ちしたのち物乞い同然の生活を送ったが、後にチャールズ2世により100ポンドの年金を与えられた[1]